# Globigerapsis kugleri
Globigerapsis kugleri  es una  especie tipo extinta de foraminífero planctónico del género Globigerapsis, de la familia Truncorotaloididae, de la superfamilia Globorotalioidea, del suborden Globigerinina y del orden Globigerinida. Su rango cronoestratigráfico abarca desde el Luteciense superior (Eoceno medio) hasta el Priaboniense (Eoceno superior). Era una especie marina y sus conchas fósiles cubren vastas zonas del fondo oceánico

## Descripción
Es subglobular, porción inicial trocoespiral con cámaras globulares que aumentan rápidamente de tamaño a medida que se añaden, unas 4 en cada verticilo, cámara final considerablemente más grande y algo abarcadora, cubriendo la región umbilical del espiral inicial; suturas profundamente deprimidas, comúnmente casi incisas, de radiales a curvas; Pared calcárea, toscamente perforada, superficie originalmente finamente espinosa, pero las espinas de la superficie se rompen en la fosilización, aunque las de las cámaras anteriores siguen siendo visibles en los especímenes disecados, o pueden verse a través de las aberturas de la cámara final; abertura en la fase inicial interiomarginal, umbilical, pero ésta está cubierta en el adulto por la cámara final abrazadora, que tiene de 2 a 4 aberturas secundarias suturales arqueadas, cada una de ellas bordeada por un ligero labio, en el margen basal de la cámara final.
Se diferencia de la globigerapsis curryi por su contorno subtriangular y más lobulado.
Se diferencia de globigerapsis semiinvoluta  por tener cámaras más infladas y casi globulares, suturas más profundas, una cámara final algo menos abrazadora y aberturas aperturales secundarias más bajas y menos arqueadas.
En 1972, Bolli la consideró como una subespecie.